# 히가시촌 (히로시마현 세라군)
히가시촌(東村)은 일본 히로시마현 세라군에 설치되었던 촌이다. 현재의 세라군 세라정의 일부에 해당한다.